# 恒州镇
恒州镇，是中华人民共和国河北省保定市曲阳县下辖的一个乡镇级行政单位。

## 行政区划
恒州镇下辖以下地区：
东城社区、西城社区、古城社区、滨河社区、钓鱼台社区、点将台社区、西河流村、赵城东村、许城东村、东大街村、北关村、大南关村、东关村、石海子村、五里岗村、南马古庄村、东海子村、西海子村、新农村、南水窦涧村、北水窦涧村、小南关村、贡家庄村、七里庄村、大西旺村、大赵邱村、阮西旺村、张西旺村、纪西旺村、李赵邱村、顾赵邱村、夏赵邱村和北马古庄村。